# Dorell Wright
Dorell Lawrence Wright (ur. 2 grudnia 1985 w Los Angeles) – amerykański koszykarz, grający na pozycji niskiego skrzydłowego, mistrz NBA z 2006.
W 2004 wystąpił w meczu gwiazd amerykańskich szkół średnich – Jordan Classic. Został też zaliczony do II składu USA Today's All-USA.
Został wybrany z 19. numerem draftu w 2004 przez Miami Heat. Wszedł do NBA bezpośrednio po ukończeniu szkoły średniej po tym, jak zdobywał średnio 29,4 punktów, 14 zbiórek i 5 bloków na mecz w South Kent Prep w Connecticut. 
W 2004 i 2006 reprezentował Miami Heat, podczas rozgrywek letniej ligi NBA
W 2006 Wright był najmłodszym zawodnikiem pierwszego składu Miami Heat. W dniu 21 sierpnia 2008 Wright ponownie podpisał kontrakt z Heat. Wright podpisał kontrakt z Golden State Warriors 13 lipca 2010. 
9 lutego 2011 został wybrany do konkursu w Three-Point Shootout w NBA All-Star Weekend 2011 w Los Angeles. W dniu 23 marca 2011 pobił swój rekord kariery w zdobyczy punktowej, zdobywając 34 punkty, wystarczyło mu także czasu na 5 zbiórek i 6 asyst przeciwko Houston Rockets. W lipcu 2012 został wymieniony do Philadelphii 76ers. 10 lipca 2013 podpisał dwuletni kontrakt z Portland Trail Blazers.
17 sierpnia 2015 podpisał umowę z chińskim Beikong Fly Dragons. 12 kwietnia 2016 roku podpisał umowę z końca sezonu z Miami Heat. 3 października 2017 został zawodnikiem bośniackiego Igokea. 27 października podpisał umowę z niemieckim Brose Bamberg.
11 listopada 2019 dołączy po raz drugi w karierze do bośniackiego BC Igokea Aleksandrovac. 18 stycznia 2020 opuścił klub.

## Osiągnięcia
Stan na 18 stycznia 2020, na podstawie, o ile nie zaznaczono inaczej.
NBA
- Mistrz NBA (2006)
- Uczestnik konkursu rzutów za 3 punkty (2011)

Drużynowe
- 4. miejsce podczas mistrzostw Niemiec (2018)
- Uczestnik rozgrywek:
  - Euroligi (2017/2018 – 12. miejsce)
  - Eurocup (2018/2019)

Indywidualne
- Rezerwowy Roku VTB (2019)
- MVP kolejki Euroligi (23 – 2017/2018)